# Majdal Bani Fadil
Majdal Bani Fadil (àrab: مجدل بني فاضل, Majdal Banī Fāḍil) és un vila palestina de la governació de Nablus, a Cisjordània, al nord de la vall del Jordà, 23 kilòmetres al sud-est de Nablus. Segons l'Oficina Central Palestina d'Estadístiques tenia 2.382 habitants en 2007. És governada per un consell de vila de 9 membres liderats per Walid Othman. La major part dels habitants de la vila pertanyen als clans Othman i Zayn ad-Din. Les principals activitats econòmiques són l'agricultura i la ramaderia, en particular olives, raïm, prunes i figues. La carretera principal que connecta Majdal Bani Fadil amb Ramallah i Nablus i Jericó ha estat tancada a la vila des de 2000 quan va esclatar la Segona Intifada. Es troba a l'est de Qusra, al nord de Duma, i al sud-est d'Aqraba.

## Història
S'hi ha trobat ceràmica de l'Edat de Ferro i hel·lenístic-romana, romana d'Orient, croads / aiúbida i mameluca.

### Època otomana
En 1517 la vila fou inclosa en l'Imperi Otomà amb la resta de Palestina, i s'hi ha trobat fragments de ceràmica del primer període otomà. Apareix als registres fiscals de 1596 com a Majdal, situada a la nàhiya de Jabal Qubal del liwà de Nablus. La població era de 18 llars, totes musulmanes. Pagaven una taxa fixa del 33,3% per als productes agrícoles com el blat, l'ordi, els cultius d'estiu, les oliveres, les cabres, els ruscs, a més dels ingressos ocasionals, i tenia un impost fix per a les persones de la zona de Nablus; un total de 1.450 akçe.
En 1870 Guérin assenyalà: «Hi he trobat dues columnes petites i antigues. Nombrosos cisternes, cavernes, i tombes excavades a la roca demostren l'antiguitat del lloc, el nom antic del qual era sens dubte Migdal. També vam examinar una excavació molt curiosa anomenada el Kaf. és de forma quadrada i mesura 26 peus i 2 polzades eren cada costat. És tres quartes parts enfonsat, i ofereix aquesta peculiaritat, que aquestes porcions de paret són encara visibles. A l'interior hi ha petits nínxols, alguns triangulars i alguns voltats, tallats a distàncies iguals i en files.» Va remarcar que la petita mesquita anomenada Nabi Yahia tenia dues columnes antigues reutilitzades.
En 1882 el Survey of Western Palestine (SWP) del Fons per a l'Exploració de Palestina va descriure-la com «una petita vila al cim d'un turó, amb oliveres al sud i l'oest, i un petit lloc sagrat al sud-est. A l'est s'hi troben cellers, i hi ha tombes i cisternes excavades a la roca a prop de la vila.»

### Època del Mandat Britànic
En el cens de Palestina de 1922 organitzat per les autoritats del Mandat Britànic de Palestina, Majdal tenia 199 habitants, tots musulmans, que augmentà lleugerament en el cens de 1931 a 310, tots musulmans, en un total de 70 cases.
En 1945 la població era de 430 habitants, tots musulmans, amb 28.022 dúnams de terra, segons un cens oficial de terra i de població. D'aquests, 1.131 dúnams eren per a plantacions i terra de rec, 6.994 per a cereals, mentre que 36 dúnams eren sòl edificat.

### Època moderna
Després de la de la Guerra araboisraeliana de 1948, i després dels acords d'Armistici de 1949, Majdal va restar en mans de Jordània. Després de la Guerra dels Sis Dies el 1967, ha estat sota ocupació israeliana.